# اچ‌ام‌اس هریر (۱۸۰۴)
اچ‌ام‌اس هریر (۱۸۰۴) (به انگلیسی: HMS Harrier (1804)) یک کشتی بود که طول آن ۱۰۰ فوت ۰ اینچ (۳۰٫۵ متر) بود. این کشتی در سال ۱۸۰۴ ساخته شد.